# 아더와 미니모이: 제1탄 비밀 원정대의 출정
아더와 미니모이: 제1탄 비밀 원정대의 출정(Arthur and the Invisibles)은 2006년 개봉한 프랑스의 실사와 애니메이션으로 구성된 판타지 영화이다.